# 남면도서관 (양주시)
남면도서관은 경기도 양주시 남면 소재의 도서관이다.

## 연혁
- 2007년 05.10 남면도서관 부지매입 완료
- 2007년 11.15 남면도서관 설계 완료
- 2008년 03.03 남면도서관 신축공사 착공
- 2008년 10.28 남면도서관 신축공사 준공
- 2009년 04.30 남면도서관 개관
- 2011년 경기도 도서관 평가 "1인 다역상" 장려상 수상

## 시설현황
- 2층: 문화누리, 북카페, 열람실(40석)
- 1층: 어른누리, 어린이누리, 꼬마누리, 꼬마누리 수유방, 정보검색코너, 야외쉼터

## 이용 안내
이용 시간
- 자료실: (평일/주말) 09:00~18:00
- 열람실: (평일/주말) 09:00~23:00

휴관일
- 자료실: 매주 월요일, 법정 공휴일
- 열람실: 법정 공휴일